# جارد دونالدسون
جارد دونالدسون (بالإنجليزية: Jared Donaldson)‏ هو لاعب كرة مضرب أمريكي، ولد في 9 أكتوبر 1996 في بروفيدنس في الولايات المتحدة.

## وصلات خارجية
- جارد دونالدسون على موقع رابطة محترفي التنس (الإنجليزية)
- جارد دونالدسون على موقع الاتحاد الدولي لكرة المضرب (الإنجليزية)
- جارد دونالدسون على موقع خلاصة التنس.كوم (الإنجليزية)
- جارد دونالدسون على موقع إي إس بي إن.كوم (الإنجليزية)